# محمود الأيوبي
محمود الأيوبي (1932–2013)، سياسي سوري كردي شغل منصب رئيس وزراء سوريا من 21 كانون الأول 1972 إلى 7 آب 1976 برئاسة حافظ الأسد.
كما شغل منصب نائب رئيس الجمهورية من 1971 إلى 1974.
وشغل أيضاً المناصب التالية: رئيس الجبهة الوطنية التقدمية ووزير التربية وعضو القيادة القطرية لحزب البعث وعضو القيادة القومية حتى وفاته.